# CBGB
CBGB（シービージービー、Country, Blue Grass, and Bluesの略）は、ニューヨーク市マンハッタンのブリッカー通りの東端に当たるバワリー315番地にあったクラブ（ライブハウス）。1973年にヒリー・クリスタルが開業し、もともとは店名にある様な音楽を中心としたライブハウスとしていたが、そのうちラモーンズ、テレヴィジョン、パティ・スミス、トーキング・ヘッズなど、アメリカのパンクバンドやパンクに影響を受けたバンドが出演するようになった。
クラブの店先と隣の大きなスペースには長い間CBGBレコードストアが使っていた。1980年代後半、レコードストアを閉業し、二つ目のパフォーマンスと画廊のスペース、CBズ・313・ギャラリーに代わった。ギャラリーは適切な防音設備が無く、ドラムセットなど大音量の楽器の使用が制限されていた為、フォークロック、フォーク、ジャズ、実験音楽などにより近い音楽スタイルの人気バンドとシンガーソングライターが多く演奏した。一方もともとのクラブは、より激しく音の大きい最良のポストパンク、メタル、オルタナティヴ・ロックを現し続けた。
クラブは2006年10月13日の週末で閉業した。ザ・ディクテイターズが最後の金曜と土曜、10月13日の14日の夜のメインに登場し、土曜の夜にはブロンディのデビー・ハリーとクリス・シュタインがステージに加わってアコースティックセットで演奏した。10月15日土曜の最後のコンサートはパティ・スミスが出演した。CBGBショップ（CBGB関連のショップ）はバワリー315で10月31日まで営業を継続、2006年11月1日以降はセント・マークズ・プレイス19-23に移転して営業していたが、2010年時点には閉鎖して店はなくなり別の店舗が入っている。移転などはしていないという。

## 歴史：開業
自身もミュージシャンであったヒリー・クリスタルは、ニューヨーク市内でいくつかの著名クラブのマネージャー等を勤めた後、ニューヨーク、ダウンタウンでバーを経営していた。が、成功を収めていたウエストヴィレッジの「ヒリーズ」が近隣からの苦情により閉店に追い込まれたため、イーストヴィレッジ、バワリーにあった別店舗「ヒリーズ・オン・バワリー」（1969～1972）に専念する事になり、1973年に店名を「CBGB＆OMFUG」に変更する。「CBGB & OMFUG」は、「Country Bluegrass Blues and Other Music For Uplifting Gormandizers」の略である。Gormandizerは通常大食漢を意味するが、クリスタルによるとここでの意味は「音楽の大食漢」である。大半は「CBGB」と呼ばれる事が多く、従業員や常連などには更に短く「CBズ」と言う愛称で呼ばれた。名前に含まれる通り、クリスタルはCBGBを当時彼が注目していたカントリー、ブルーグラス、ブルースを呼び物にした場所にするつもりだったが、これらを演奏をするバンドが少なかった為に寧ろ店名の後半にある「Other Music」、つまりロックを中心とした音楽に早々に移行、後にパンク・ムーブメントの発生地として有名になった。

## 1970年代
1973年、ヒリーズ・オン・ザ・バワリーがCBGBになる前、ビリー・ペイジとラスティ・マッケナという二人の地元の人が、彼らのコンサートを予約するようにクリスタルを納得させた。まだ「パンクロック」という言葉は発明されていなかったが、ビリー・ペイジとマッケナのライヴは、後に続くバンドの音楽の基礎を築くのを助けた。当時ニューヨークを初めアメリカにはレコード契約していないバンドがオリジナルの音楽を演奏できる場はほとんどなく、この為、例えば1973年8月にマーサ・アーツ・センターが廃業した後、オリジナル曲が演奏できたマーサを拠点としていたスーサイドとウェイン・カウンティ（ジェイン・カウンティに改名）&エレクトリック・チェアーズなどのバンドは、ごく初期のCBGBにその演奏場所を求めた。
逆に当初からCBGBには「演奏する楽曲は全てオリジナルでなくてはいけない」というバンドに課された唯一のルールがあった。つまりオリジナル曲を持たないカバーバンド等はブッキングされる事がなかった。これは本来カバー曲に対して派生する楽曲使用料を回避する為もあったが、オリジナル曲のみ、ということが出演するバンドの独創性を促す事となり、この事が後にCBGBが多くの才能を輩出した事に繋がっていく。
1974年3月31日、テレヴィジョンは長期の日曜夜のレギュラー枠をクラブで始め、このイベントは多くの人がニューヨーク・パンク・シーンの初期の歴史の重要な瞬間として見ている。クリスタルはしばしば、CBGBにパンクを持ち込んだ最初のバンドはテレヴィジョンと言ったと伝えられていたがこれは神話であった。トム・ヴァーレインが最初にクラブを訪れた時、実際に進行中のパンクのショーがあった。しかしながら、（パンクの出演者が初めから知られていた時に）「ストリート・ミュージック」の演奏の洪水がバワリーで溢れ始めたのは、テレヴィジョンのショーであった。
1974年4月14日、テレヴィジョンの3度目のギグに、パティ・スミス・グループのパティ・スミスとレニー・ケイは観客として会場にいた。パティ・スミス・グループは1975年2月14日にCBGBでデビューを果たした。その他の初期のパフォーマーには、1974年5月5日にテレヴィジョンの前座で出たThe Stillettoes（後のブロンディのボーカリスト、デボラ・ハリーがバックコーラスを務めた）、どちらも1974年8月に登場した新たに作られたブロンディ（もともとの名前のエンジェル・アンド・ザ・スネークとして）とラモーンズがいた。ミンク・デヴィル、トーキング・ヘッズ、リチャード・ヘル＆ヴォイドイズ、ディクテイターズ、ジョニー・サンダース＆ザ・ハートブレーカーズ、デッド・ボーイズ、ミスフィッツ、タフ・ダーツ、ザ・フレッシュトーンズ、クランプス、B52s、ザ・ショイツ（＊The Shirts；ブルックリン訛り）ほか、多くのバンドがライブをおこなった。

## 1980年代以降
CBGBは、ヒットするためにツアーをしているバンドにとって、ニューヨークを通った時の人気スポットとして役立ったが、1980年代の間にバーがにぎわったのは、ニューヨークのアンダーグランドなハードコアシーンであった。CBGBの日曜日は「マティネー」と呼ばれる昼興行の日で、毎週日曜日、通常は安い料金で、主に数組のハードコアバンド等が午後から夕方までのステージに立った。後に「ハードコア・マティネー」として広くに知られるようになるこの昼興行に出演し有名になったバンドには、ゴリラ・ビスケッツ、クロ・マグス、アグノスティック・フロント、シック・オブ・イット・オール、レーガン・ユース、ウォーゾーン、ユース・オブ・トゥデイなどがある。
クリスタルがシーンの内外での暴力のためにハードコアバンドのブッキングを拒否するまで数年間、CBGBのハードコア・マティネーは名物となった。その後1990年まで、CBGBはハードコア・パンクのショーをブッキングしなかったが、90年以降は様々な機会にハードコア系のバンドが演奏し、閉鎖されるまでの数年間には、どのジャンルが演奏可能かなどのルールは存在しなかった。

## 閉店

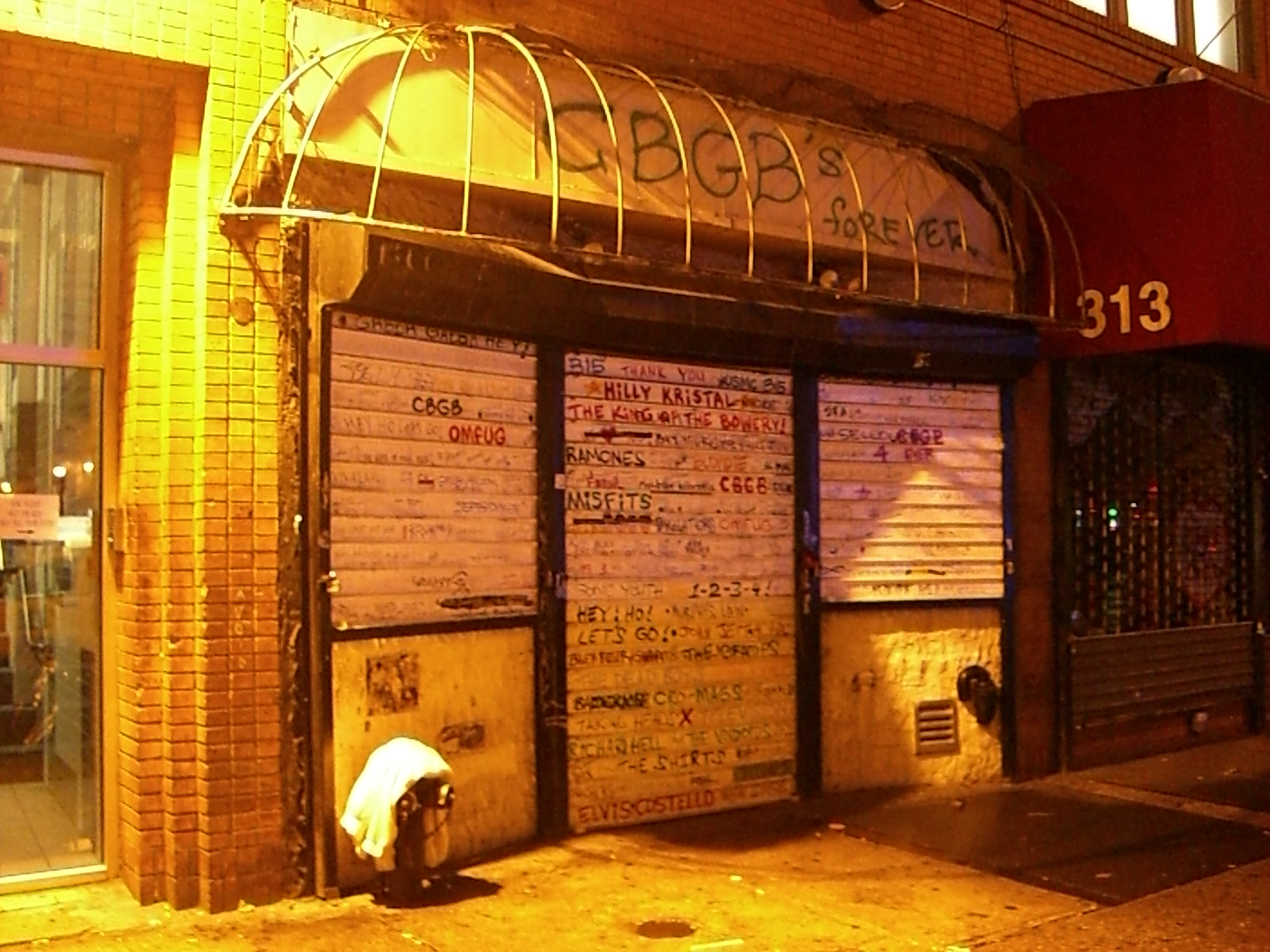
閉業した後のCBGB

2005年、CBGBとその賃貸主であるBRC（ホームレス支援救済団体）との間に賃貸料など巡り争議が起こった。この件は法廷で争われ、同ビルにホームレスのシェルターを構えるBRCは、クリスタルに賃貸料滞納分の9万1000ドルを請求し、一方でクリスタルは、毎月の賃貸料1万9000ドルが増加したことを知らされていなかったと主張した。当時クリスタルはCBGBの場所自体を歴史的建造物にする為の申請をしていたが、判決ではこれを取りやめる事と引き換えに、賃貸期限が切れた後14ヶ月営業を継続できる、という事で合意に達した。
閉店をやむなくされたクリスタルはクラブ移転の計画を模索、いくつかの候補から新しいCBGBをそのルーツから遠いネバダ州ラスベガスに移転する事を選んだ。また、その内装などをそっくりそのまま全て移転の際に「移植」する事を計画した。
クラブは最終的に2006年10月15日に閉店した。最後の週はバッド・ブレインズとディクテーターズが、ブロンディのアコースティック・セットと共に複数回登場した。アヴェイルやバウンシング・ソウルズといった若いバンドも演奏した。
最後のコンサートはパティ・スミスが演じ、シリウス・サテライト・ラジオで生放送された。レッド・ホット・チリ・ペッパーズのフリーがショーに出演し、スミスと彼女のバンドとも共に数曲演奏した。フリーは深夜に44歳になり、バンドと観衆は彼に「ハッピー・バースデー」を歌った。テレヴィジョンのリチャード・ロイドも、アルバム「マーキー・ムーン」のタイトル曲の再録バージョンを含む数曲をゲスト出演で演奏した。そして彼らのセットの最後に、バンドはラモーンズを偲んで「グロリア」を演奏し、曲中でオリジナルの歌詞と「Blitzkrieg Bop」の「Hey! Ho! Let's go!」を交互にコーラスした。スミスの最後のアンコール曲「エレジー」で、彼女はCBGBで最後にプレイしてから死んだ多くのミュージシャンの名前を並べた。
閉店直後、クリスタルから依頼を受けた専門の業者の手によってCBGBは解体され、表の看板、全ての内装、音響機器をはじめ、有名な便器から30年分のバンドステッカーと落書きに覆われた壁、前世紀の「パレスホテル」時代から受け継がれてきたバーカウンターまでが運び出された。この内ごく一部が直後にオークションにかけられたのを除いては、全て移転先に移植されるべく保存される運びとなった。
ヒリー・クリスタルは2007年8月28日、肺ガンからの余病で死亡した。CBGB関連の権利はクリスタルの親族に移り、CBGBショップは移転し、CBGBの商品の製造・販売卸をするCBGBファッションズと共に営業を継続。CBGBの公式ホームページよると現在もCBGBは「移転先を確保中」とされている。

## 有名な出演者
en:List of famous musical acts that have played at CBGB